# Messaoud Ould Boulkheir
Messaoud Ould Boulkheir (1943) es un político de Mauritania, líder de la Alianza Popular Progresista. Es el primer político mauritano descendiente de antiguos esclavos que ocupa un alto puesto en el Estado. Hay que tener en cuenta que la esclavitud en el país fue abolida en 1981 y el gobierno siempre había sido acusado de tolerarla a pesar de la abolición.
Boulkheir fue candidato en las elecciones presidenciales en 2003, donde quedó en cuarto lugar con el 5 % de los votos. Participó de nuevo en las elecciones legislativas de 2006 para la Asamblea Nacional, donde obtuvo cinco escaños. Después participó en las elecciones presidenciales de 2007, no resultando elegido, obteniendo en la primera vuelta un 9,8 por 100 de los votos populares. En la segunda vuelta apoyó a Sidi Uld Cheij Abdellahi, quien finalmente fue elegido presidente de la República. Después de que este jurase el cargo, Boulkheir fue elegido presidente de la Asamblea Nacional el 26 de abril con 91 votos, de los 95 diputados.